# Apioplagiostoma aceriferum
Apioplagiostoma aceriferum är en svampart som först beskrevs av Mordecai Cubitt Cooke, och fick sitt nu gällande namn av M.E. Barr 1978. Apioplagiostoma aceriferum ingår i släktet Apioplagiostoma och familjen Gnomoniaceae.   Inga underarter finns listade i Catalogue of Life.
I den svenska databasen Dyntaxa används istället namnet Apiognomonia acerina för samma taxon.  Arten är reproducerande i Sverige.